# 스페인 인판타 마리아 테레사
스페인 인판타 마리아 테레사(Infanta María Teresa of Spain, 1882년 11월 12일 ~ 1912년 9월 23일)는 스페인의 알폰소 12세와 오스트리아의 마리아 크리스티나의 둘째 딸이었다. 마리아 테레사는 출생상으로는 보르본 왕가의 일원이었다.